# عمارت علوی
عمارت علوی مربوط به اواخر دوره قاجار است و در بوشهر، خیابان ساحلی، بافت قدیم شهر واقع شده و این اثر در تاریخ ۱۱ دی ۱۳۸۰ با شمارهٔ ثبت ۴۷۰۴ به‌عنوان یکی از آثار ملی ایران به ثبت رسیده است.
مساحت عمارت علوی ۵۷۵ مترمربع و اعیانی آن نیز ۴۷۰ مترمربع است. این عمارت در حال حاضر با عنوان موزه چاپ و نشر استان بوشهر مورد دسترس عموم است.